# 毛里孩
毛里孩（15世纪—1468年），又译卯那孩、卯里孩，也称毛里孩王、木里王、摩里海王、毛礼海王、黄苓王（即广宁王讹译），15世紀东蒙古「往流」诸部（即元朝的「东道诸王」后代）领主。成吉思汗异母弟别里古台的后裔，孛儿只斤氏，阿巴噶部贵族的祖先。
1466年，毛里孩杀死太师孛来，立脱脱不花的长子脱谷思蒙克（摩伦汗）为可汗，“升为太师”，拥兵数万，控制东部蒙古。因为受到鄂尔多斯部孟克、哈答不花（和托卜罕）的挑拨，杀死了摩伦汗。多次遣使和明朝通贡互市，也多次率兵袭击明朝边境。1468年，被满都鲁、孛罗忽、乌讷博罗特击败，他只身逃走，饥渴而死。

### 引用
1. 1 2  乌兰. . 辽宁民族出版社. 2000: 338–339页. ISBN 9787806443637. Ongliγud泛指成吉思汗诸弟的部落，已成了一个专名，后来逐渐保留为其中一人的部落名，一般译为“翁牛特”（Ongniγud）。因为《源流》称毛里孩为Ongliγud，所以有不少人把毛里孩王当成了《欽定外藩蒙古回部王公表傳》所记翁牛特部人。这是不对的。……即使翁牛特为哈赤温一系的部落，也与毛里孩无关，因为他是别里古台后裔，一方面有明代汉籍所记载他的黄苓王（广宁王）的称号作证；另一方面，从两《黄金史》的有关记载也可看出他是别里古台后裔：毛里孩杀死了莫兰汗，哈撒儿后裔兀捏孛罗发兵讨伐毛里孩，说：“也速该把都儿、月伦生了铁木真、哈撒儿、哈赤温、斡赤斤，四人是一母同胞，另一个哈屯生了别克帖儿、别里古台二人。圣主成吉思汗率我们的先祖哈撒儿杀死了别克帖儿，因有此仇，现在毛里孩才杀死了莫兰汗。莫兰汗虽然无嗣，但我作为哈撒儿的后裔，定要追究。”因此，别里古台后裔毛里孩不可能是《表传》所记翁牛特部的人。他是阿巴噶部贵族的先祖。《恒河之流》、《金轮千辐》把他列为别里古台第十三代孙，说他的后人成了阿巴噶的首领。《表传》也说阿巴噶部的先祖是别里古台。
2. ↑  . : 卷257 景泰六年八月己酉条. 泰宁卫都督佥事革干帖木儿所遣指挥脱脱不花奏：虏酋卯里孩立脱脱不花王幼子为王，卯里孩升为太师。近者卯里孩领人马来我三卫掳掠。我三卫其迫之，已击败。

### 书目
- 《中国民族史人物辞典》